# 廖奔
廖奔（1953年—），笔名向远方，号南阳惊牛翁，河南南阳人，中国戏曲与文化学者，中国文学艺术界联合会原副主席，中国作家协会原副主席，第十二届全国政协委员。